# 詩形 (タイ文学)
本項はタイ文学における定型詩の古典的な詩形の一覧である。

## 詩型
タイの詩作は確立された作詞法に従って行われる。この法則はchanthalak (タイ語: ฉันทลักษณ์, 発音 [tɕʰǎntʰalák])と呼ばれる。
規則の大半は正確な韻律と押韻構造からなる。
それぞれの行ごとの音節の数と、音節ごとの音韻が決められている。特定の詩型では、声調や強勢も定められている。音節の軽重も定められていることもある。それから、頭韻法と行内の押韻もよく用いられるが、これは規則で定められたものではない。

## 分類
タイの定型詩の古典的な詩形は大きく分けて以下のように分かれる。
- クローン詩形 (klon)
- クローン詩形 (khlong)
- ラーイ詩形
- チャン詩形
- カープ詩形